# Burchard z góry Syjon
Burchard z góry Syjon – średniowieczny dominikanin niemieckiego pochodzenia, który w XIII wieku podróżował po Palestynie i spisał swe wrażenia w „Descriptio Terrae Sanctae”. Bywa mylony z Burchardem ze Strasburga, pielgrzymem z XII wieku.